# Marquesado de Casa Villa Real
El Marquesado de Casa Villa Real es un título nobiliario español creado el 2 de septiembre de 1790 por el rey Carlos IV a favor de Manuel de Villa Real Aguilar y Sanabria.

## Marqueses de Casa Villa Real
|                        | Titular                                 | Periodo                |
| Creación por Carlos IV | Creación por Carlos IV                  | Creación por Carlos IV |
| ---------------------- | --------------------------------------- | ---------------------- |
| I                      | Manuel de Villa Real Aguilar y Sanabria | 1790-                  |
| II                     | .                                       |                        |
| III                    | Manuel de Villarreal y Luna             | 1848-                  |
| IV                     | Manuel de Villarreal y Ortiz            | 1860-                  |
| V                      | Antonio Villarreal y Cervetto           | 1886-                  |
| VI                     | María del Carmen Villarreal y Cervetto  | 1922-1922              |
| VII                    | María del Carmen Messía y Villarreal    | 1922-                  |
| VIII                   | Fernando Toll-Messía y Valiente         | 1933-2016              |
| IX                     | Fernando Toll-Messía Gil                | 2018                   |

## Historia de los marqueses de Casa Villa Real
- Manuel de Villa Real Aguilar y Sanabria, I marqués de Casa Villa Real.

- Manuel de Villarreal y Luna, III marqués de Casa Villa Real.

Le sucedió su hijo:
- Manuel de Villarreal y Ortiz, IV marqués de Casa Villa Real.

1. Casó con María del Carmen Cevetto y Blanco.

Le sucedió su hijo:
- Antonio Villarreal y Cerveto, V marqués de Casa Villa Real.

Le sucedió su hermana:
- María del Carmen Villarreal y Cerveto, VI marquesa de Casa Villa Real.

1. Casó con Fernando Messía y Aranda.

Le sucedió, por cesión, su hija:
- María del Carmen Messía y Villarreal, VII marquesa de Casa Villa Real, XI condesa de Cazalla del Río.

1. Casó con Ignacio Toll y Padris. Fueron padres de Manuel Toll y Messía que casó con María del Carmen Valiente y Soriano, cuyo hijo Fernando heredó los dos títulos de su abuela a quién sucedió:

- Fernando Toll-Messía y Valiente, VIII marqués de Casa Villa Real, XII conde de Cazalla del Río.

1. Casó con María del Pilar Gil Thomas. Fallecido el 10 de diciembre de 2016. Le sucede en el título el 17 de enero de 2018 su hijo Fernando Toll-Messía Gil (1961) casado con Magdalena Palmer Forés

- Fernando Toll-Messía Gil, IX marqués de Casa Villa Real